# Wilson Rodríguez
Wilson Enrique Rodríguez Amézquita (22 febbraio 1994) è un ciclista su strada colombiano che corre per il team Club AVV Perú.
Nel 2016 ha conquistato la classifica generale della Volta a Portugal do Futuro, valida per il calendario Europe Tour, grazie a due piazzamenti sul podio di tappa.

## Palmarès
- 2015 (una vittoria)

2ª tappa Clásica Aguazul (Aguazul > Aguazul)
- 2016 (Boyacá Raza de Campeones, una vittoria)

Classifica generale Volta a Portugal do Futuro